# Małgorzata Wojtyra
Małgorzata Wojtyra (nascida em 21 de setembro de 1989) é uma ciclista polonesa. Competiu representando seu país, Polônia, nos Jogos Olímpicos de Verão de 2012 em Londres, na prova omnium feminino, terminando em décimo primeiro lugar na classificação geral.